# サムエレ・ロンゴ
サムエレ・ロンゴ（Samuele Longo, 1992年1月12日 - ）は、イタリア・ヴァルドッビアーデネ出身のサッカー選手。FCドルトレヒト所属。ポジションはFW。

## 経歴

### クラブ
トレヴィーゾFCの下部組織を経て、2009年夏にインテルに入団。2010年はピアチェンツァにレンタル移籍し、2011年夏にはジェノアCFCとの共同保有となった。2011-12シーズンはアンドレア・ストラマッチョーニ監督が率いるプリマヴェーラでレギュラーとしてプレーし、U-19世代のチャンピオンズリーグに相当するネクスト・ジェネレーション・シリーズでは5ゴールを挙げて優勝に貢献。カンピオナート・プリマヴェーラにおいても準決勝のACミランプリマヴェーラ戦でハットトリックを達成し、決勝のSSラツィオプリマヴェーラ戦では決勝点となるゴールを決めた。この活躍で大会最優秀選手に選ばれている。
2012年5月13日のSSラツィオ戦に途中出場し、セリエAデビューを果たした。
シーズン終了後の6月22日、インテルはジェノアから共同保有権を買い上げた。
2012-13シーズンは開幕前からトップチームに帯同していたが、8月28日、RCDエスパニョールへの期限付き移籍が発表された。
2013年8月20日、エラス・ヴェローナFCにレンタル移籍。同シーズン後半の2014年1月31日、ラージョ・バジェカーノにレンタル移籍した。
2014年7月11日、カリアリ・カルチョへオプション付きの2年間のレンタル移籍することが発表された。
2017年8月23日、テネリフェにレンタル移籍した。
2018年7月5日、SDウエスカに買取オプション付きのレンタルで移籍した。
2019年8月16日、セグンダ・ディビシオンのデポルティーボ・ラ・コルーニャへ1年間のレンタルをした。
2020年1月31日、LRヴィチェンツァ・ヴィルトゥスへレンタル移籍。
2020年10月5日、LRヴィチェンツァ・ヴィルトゥスへ完全移籍。

### 代表
各年代別のイタリア代表を経験。2012年4月にはチーロ・フェラーラ監督のU-21イタリア代表に初招集され、同月25日のスコットランドU-21代表に出場しゴールを決めた。

## 個人成績
2019年1月30日現在
| クラブ                        | シーズン | リーグ                 | リーグ | リーグ | カップ | カップ | 国際大会 | 国際大会 | 合計 | 合計 |
| クラブ                        | シーズン | リーグ                 | 出場   | 得点   | 出場   | 得点   | 出場     | 得点     | 出場 | 得点 |
| ----------------------------- | -------- | ---------------------- | ------ | ------ | ------ | ------ | -------- | -------- | ---- | ---- |
| インテル                      | 2011–12  | セリエA                | 1      | 0      | 0      | 0      | 0        | 0        | 1    | 0    |
| インテル                      | 2012–13  | セリエA                | 0      | 0      | 0      | 0      | 1        | 0        | 1    | 0    |
| インテル                      | 合計     | 合計                   | 1      | 0      | 0      | 0      | 1        | 0        | 2    | 0    |
| エスパニョール (loan)         | 2012–13  | ラ・リーガ             | 18     | 3      | 2      | 0      | —        | —        | 20   | 3    |
| ヴェローナ (loan)             | 2013–14  | セリエA                | 2      | 0      | 1      | 1      | —        | —        | 3    | 1    |
| ラージョ・バジェカーノ (loan) | 2013–14  | ラ・リーガ             | 9      | 0      | 0      | 0      | —        | —        | 9    | 0    |
| カリアリ (loan)               | 2014–15  | セリエA                | 27     | 0      | 2      | 2      | —        | —        | 29   | 2    |
| フロジノーネ (loan)           | 2015–16  | セリエA                | 18     | 0      | 1      | 0      | —        | —        | 19   | 0    |
| ジローナ (loan)               | 2016–17  | セグンダ・ディビシオン | 34     | 14     | 1      | 0      | —        | —        | 35   | 14   |
| テネリフェ (loan)             | 2017–18  | セグンダ・ディビシオン | 24     | 12     | 2      | 0      | —        | —        | 26   | 12   |
| ウエスカ (loan)               | 2018–19  | ラ・リーガ             | 15     | 1      | 2      | 0      | —        | —        | 17   | 1    |
| 通算                          | 通算     | 通算                   | 146    | 30     | 11     | 3      | 1        | 0        | 158  | 33   |